# Palacio Schönborn-Batthyány

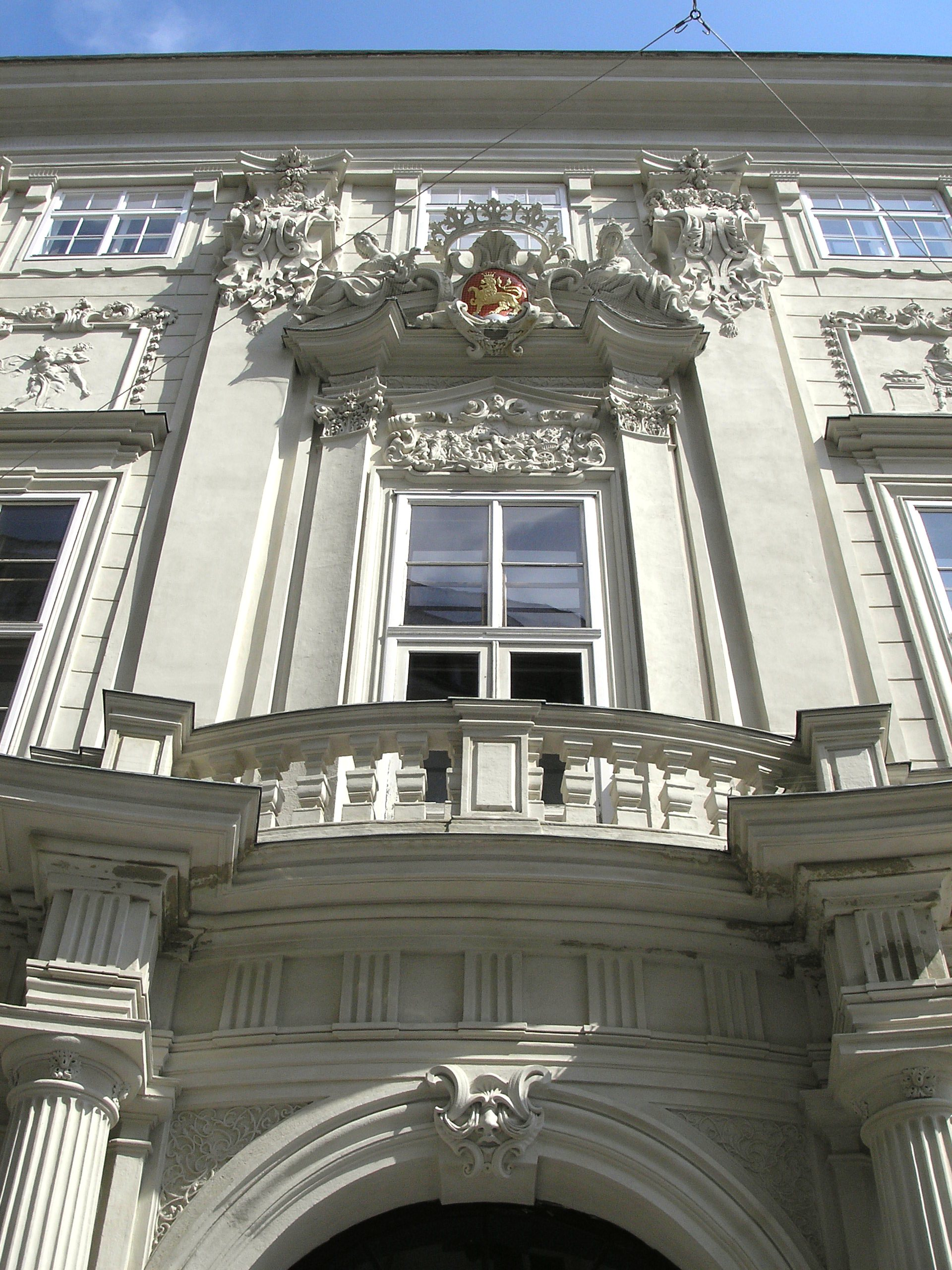
Detalle del balcón principal de la fachada

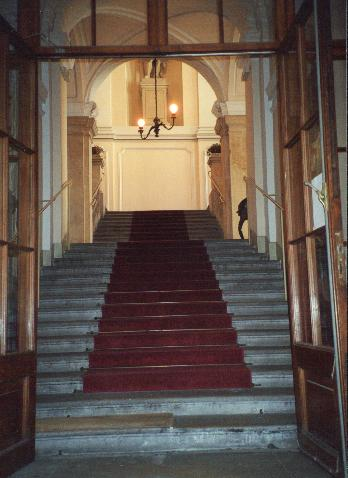
Escalera principal

El palacio [de] Schönborn-Batthyány (en alemán: Palais Schönborn-Batthyány) es un palacio urbano de Austria de estilo barroco erigido en el distrito de Josefstadt de Viena. Situado en una calle estrecha en  Renngasse 4, el palacio fue utilizado como residencia del conde Adam Batthyány. En 1740, su viuda vendió la residencia a la noble familia Schönborn.
El palacio fue diseñado por Johann Bernhard Fischer von Erlach, desde 1696 hasta 1706 y contaba con mobiliario rococó.